# Asmate
Asmate är ett släkte av fjärilar. Asmate ingår i familjen mätare.

## Dottertaxa tillAsmate, i alfabetisk ordning[1]
- Asmate adustata
- Asmate aequifasciata
- Asmate aethiopissa
- Asmate albicans
- Asmate albifenestra
- Asmate albissima
- Asmate alboguttata
- Asmate almacola
- Asmate analogaria
- Asmate anastomosaria
- Asmate antalfyi
- Asmate arenacearia
- Asmate aurata
- Asmate aurearia
- Asmate aureolineata
- Asmate austautaria
- Asmate azrouensis
- Asmate basibrunnea
- Asmate binaevata
- Asmate bipartita
- Asmate brunneoviolacea
- Asmate cancellaria
- Asmate carmen
- Asmate centralasiae
- Asmate chretieni
- Asmate cincta
- Asmate cingularia
- Asmate clathraria
- Asmate clathrata
- Asmate convergata
- Asmate crassesignata
- Asmate declathrata
- Asmate decussata
- Asmate demarginata
- Asmate diluta
- Asmate discriminaria
- Asmate disjuncta
- Asmate djakonovi
- Asmate exoglypha
- Asmate faeculenta
- Asmate fasciata
- Asmate flaveola
- Asmate flavidaria
- Asmate flavofasciata
- Asmate flavularia
- Asmate fraternaria
- Asmate germanae
- Asmate glarearia (synonym med Heliomata glarearia)
- Asmate honei
- Asmate hugginsi
- Asmate imperviata
- Asmate irradiata
- Asmate irrorata
- Asmate jahandiezi
- Asmate jordanaria
- Asmate kurilata
- Asmate lacticiliata
- Asmate latestrigaria
- Asmate lativirgata
- Asmate litoralaria
- Asmate lutea
- Asmate mongolica
- Asmate narbonea
- Asmate nigricans
- Asmate nigriscente
- Asmate nivea
- Asmate nocturnata
- Asmate obliterata
- Asmate obsoletissima
- Asmate opipara
- Asmate ornataria
- Asmate pallidaria
- Asmate partitaria
- Asmate peltaria
- Asmate permutaria
- Asmate petiti
- Asmate praepotentaria
- Asmate punctata
- Asmate punctiferata
- Asmate radiata
- Asmate ravouxi
- Asmate reducta
- Asmate retata
- Asmate retialis
- Asmate rippertaria
- Asmate ruscinonensis
- Asmate schawerdae
- Asmate scutelaria
- Asmate semiaurata
- Asmate semiumbrosa
- Asmate setaria
- Asmate stena
- Asmate tancrearia
- Asmate transversata
- Asmate tschangkuensis
- Asmate unicoloraria
- Asmate uniformis
- Asmate unilineata
- Asmate vandarbana
- Asmate wehrli
- Asmate versofasciata
- Asmate virgata